# Jürgen Vollmer
Jürgen Vollmer (* 11. Juli 1939 in Hamburg) ist ein deutscher Fotograf, dessen Karriere sich vorwiegend im Ausland abgespielt hat.

## Leben
Im April 1961, einige Monate bevor er aus seiner Heimatstadt Hamburg nach Paris zog, hat Vollmer als Student der Fotografie die damals noch unbekannten Beatles fotografiert. John Lennon benutzte eines dieser Fotos 1975 als Cover seines Soloalbums Rock ’n’ Roll und schrieb im selben Jahr in seinem Vorwort zu Vollmers Fotoband Rock ’n’ Roll Times: “Jürgen Vollmer was the first photographer to capture the beauty and spirit of the Beatles. We tried very hard to find someone with his touch […] nobody could.”
Die Beatles verdanken Vollmer ihr Markenzeichen, die Pilzkopffrisur. John Lennon wird in der Beatles-Anthology wie folgt zitiert: “Jürgen had a flattened-down hairstyle with a fringe in the front, which we rather took to. We went over to his place and there and then he cut our hair into the same style.” Auch Paul McCartney bestätigte mehrmals in Interviews, dass Vollmer die Beatlesfrisur kreierte, als sie ihn im Oktober 1961 in Paris besuchten. Vollmer hatte sich schon als Schuljunge Mitte der 1950er Jahre die Haare immer nach vorne gekämmt, was damals in Hamburg sehr ungewöhnlich war. In der Gruppe der jungen Künstler, die in Hamburg zu den Freunden der Beatles zählten, war Vollmer der erste mit einer derartigen Frisur.
Paul McCartney schrieb in seinem Vorwort zu Vollmers 1997 in England erschienenen Bildband From Hamburg to Hollywood: “[Jürgens] sense of style and excellent photographic skills were to have a profound effect throughout our careers.”
In Paris war Vollmer zunächst Assistent von William Klein, für dessen ersten beiden Spielfilme er dann auch Ende der 1960er Jahre die Standfotos machte, für den ersten, Wer sind Sie, Polly Magoo? (1966) auch das Plakatfoto. Neben seinen Fotoreportagen für Zeitschriften und Buchverlage fotografierte Vollmer auch häufig bei Dreharbeiten, unter anderem für zwei Filme mit Catherine Deneuve. Eines seiner Fotos von Romy Schneider in Schornstein Nr. 4 (1966) wurde das Plakatfoto für den Film. Seine Fotos von Rudolf Nurejew, die 1966 während der Dreharbeiten zu einem Ballettfilm entstanden, wurden 1975 in den USA im Fotoband Nureyev in Paris veröffentlicht. 
In den 1970er und 1980er Jahren lebte Vollmer in New York, Anfang der 1990er Jahre in Los Angeles. Neben seiner Tätigkeit als Fotojournalist war er in den ersten zehn Jahren Art Director für verschiedene Zeitschriften. Aus seinen zahlreichen Reisereportagen entstanden zwei Fotobücher: African Roots (1979) und Sex Appeal (1976). Für letzteres schrieb William S. Burroughs das Vorwort, das mit den Worten endet, “[…] [Vollmers] photos are realer than the flesh, realer than death”.
Für französische Filme (unter anderem vier von Alain Resnais) reiste Vollmer für die Dauer der Dreharbeiten mehrmals nach Europa und fotografierte beispielsweise Jeanne Moreau, Gérard Depardieu, Isabelle Adjani und Dirk Bogarde. 
Ab Mitte der 1980er Jahre machte Vollmer zehn Jahre lang auch für amerikanische Filme die Set- und Werbefotos, so für Filme von Francis Ford Coppola und Roman Polański. Er fotografierte Robert Redford, Tom Cruise, John Travolta, Madonna und Cher, und seine Fotos wurden mehrmals für Filmplakate verwertet, zum Beispiel für Der City Hai und Herr der Gezeiten. 
Mitte der 1990er Jahre kehrte Vollmer nach Europa zurück. Er lebte zunächst kurzzeitig in Hamburg und anschließend längere Zeit in Paris, wo er mehrmals bei Dreharbeiten fotografierte, unter anderem für einen Film mit Isabelle Huppert. Seine Fotos für den Film Es beginnt heute von Bertrand Tavernier wurden in einem aufwendigen Buch zum Film veröffentlicht, eines davon auch als Filmplakat. 
Seit 2000 ist Vollmers Wohnsitz wieder in Hamburg. Er war aber seitdem beruflich weiterhin ausschließlich im Ausland tätig, und zwar meistens als Setfotograf für amerikanische Filme, die außerhalb der USA gedreht wurden. Dabei fotografierte er unter anderem Gene Hackman, Denzel Washington, Brad Pitt und Angelina Jolie und machte die Plakatfotos für From Hell, Sin Eater – Die Seele des Bösen und Die Liga der außergewöhnlichen Gentlemen. Seine Porträts von weiblichen Filmstars strahlen oft eine „mysteriöse Sinnlichkeit“ aus, stand 2004 in einem großen Artikel über Vollmer in der deutschen Ausgabe des Magazins Rolling Stone.
Seine Beatles-Fotos wurden in verschiedenen Büchern veröffentlicht. Besonders erwähnt seien Beatles in Hamburg (Schirmer/Mosel 2003) und From Hamburg to Hollywood (Genesis Publ. 1999). Im Jahr 2009 erschien im Steidl-Verlag sein retrospektiver Fotoband On Filmsets and Other Locations. Ein Buch mit Lebenserinnerungen ist unter dem Titel Wie ich John Lennon die Haare schnitt, vor Romy Schneider davonlief und Catherine Deneuve zum Lachen brachte im Mai 2013 erschienen.